# Ndindi
Ndindi – miasto w Gabonie, w prowincji Nyanga.